# Station Sel
Station Sel is een station in het dorp Nord-Sel in fylke Innlandet in Noorwegen. Het stationsgebouw dateert uit 1913 en is een ontwerp van Arnstein Arneberg. Sinds 1997 wordt het gebouw als monument beschermd.
Het station werd gebouwd voor de verlenging van Dovrebanen van Otta tot Dombås. Sinds 1983 is het gesloten voor personenvervoer.